# Славата, Вилем

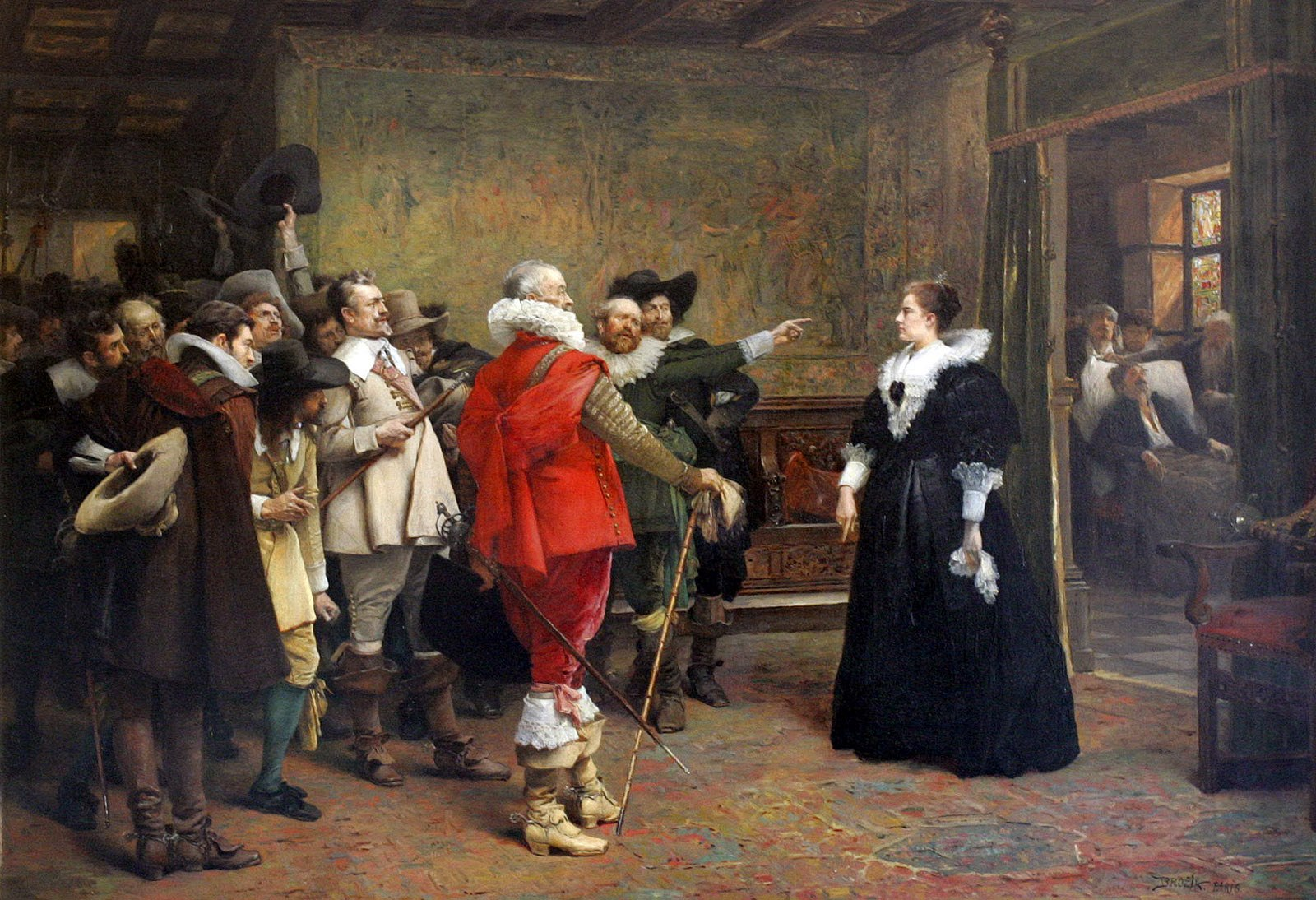
Вацлав Брожик. Поликсена из Лобковиц защищает в своём дворце Вилема Славату и Ярослава Боржиту из Мартиниц

Вилем Славата из Хлума (чеш. Vilém Slavata z Chlumu; 1 декабря 1572, Честин, Чешское королевство — 19 января 1652, Йиндржихув-Градец, Чешское королевство) — чешский аристократ и крупный землевладелец из рода Слават из Хлума и Кошумберка, имперский граф с 1621 года, известный в первую очередь как одна из жертв пражской дефенестрации 1618 года. Был одним из габсбургских наместников в Чехии, 23 мая 1618 года группа протестантских дворян выбросила его вместе с Ярославом Боржитой из Мартиниц и Филиппом Фабрициусом из окна Старого королевского дворца. Все трое выжили; с этого начались восстание чешских сословий и Тридцатилетняя война. Славата в 1628—1652 годах занимал должность высочайшего канцлера Чешского королевства, в 1643 году стал кавалером ордена Золотого руна.

## Биография
Вилем Славата принадлежал к знатному чешскому роду Слават из Хлума и Кошумберка, представители которого с XV века владели Хлумом и Кошумберком в северной Моравии. Он родился в 1572 году в семье Адама Славаты и Доротеи Курцбах фон Трахенберг и был воспитан в духе религии чешских братьев, но в ранней юности оказался при дворе магната-католика Адама II из Градца, своего дальнего родственника. С 1590 года Славата учился в Пражском университете, в 1592—1596 годах на деньги Адама II продолжал образование в Италии. Он изучал юриспруденцию в Падуе и Сиене, много времени провёл во Флоренции, Риме, Неаполе, на Сицилии и на Мальте. По возвращении в Чехию Славата вопреки воле отца перешёл в католичество (1597), потом ещё три года путешествовал по Германии, Голландии, Франции, Англии, Шотландии и Испании.
Благодаря смене веры Славата смог сделать карьеру при дворе Габсбургов и жениться на дочери своего благодетеля Адама II из Градца. В 1600 году он стал советником и придворным маршалом императора и чешского короля Рудольфа II, резиденция которого находилась в Праге. В 1604 году, после смерти своего шурина Яхима Ольдржиха из Градца, Славата унаследовал все его обширные владения в Южной Чехии и Южной Моравии и стал благодаря этому одним из самых богатых и влиятельных магнатов королевства. Получил он и почётную должность бургграфа Карлштейна, от которой, правда, был вынужден отказаться в 1611 году в пользу графа Турна. Славата много раз представлял особу императора на моравском ландтаге, в 1608 году заверил своей подписью договор между Рудольфом II и его братом Матвеем, в 1612 году стал одним из восьми королевских наместников — глав чешской администрации в отсутствие нового императора Матвея, жившего в Вене.
Славата был ярым сторонником Контрреформации и ограничения в правах чешских протестантов. В 1609 году он отказался подписывать «Грамоту величества», расширявшую права утраквистов и чешских братьев. В 1618 году, когда религиозная борьба в Чехии в очередной раз обострилась, протестанты решили, что именно Славата настраивает нового короля Фердинанда II против их веры. 23 мая группа дворян ворвалась в Старый королевский дворец в Градчанах, где заседали наместники, и после словесной перепалки выбросила в окно с 15-метровой высоты Славату, ещё одного наместника-ультракатолика Ярослава Боржиту из Мартиниц и секретаря канцелярии Филиппа Фабрициуса. Это событие известно как «Вторая пражская дефенестрация».
Известно, что Славату выбросили из окна вслед за Мартиницем; он хватался за переплёт окна, а протестанты били его по пальцам рукоятями кинжалов. Все трое дефенестрированных остались в живых, но Славата разбил голову и ненадолго потерял сознание. Мартиниц помог ему выбраться из рва и добраться до расположенного неподалёку дворца его родственницы Поликсены Лобковиц. Туда в тот же день явились и протестанты во главе с Турном: они потребовали выдачи Славаты и Мартиница, но получили отказ.
Попытка убить наместников означала открытый разрыв между чешскими сословиями и династией Габсбургов. Прямым следствием этого события стала война, переросшая в общеевропейский конфликт («Тридцатилетнюю войну»). О дефенестрации писали по всей Европе, причём протестанты утверждали, что наместники спаслись, упав в навозную кучу, а католики — что Славату, Мартиница и Фабрициуса уберегла от гибели Дева Мария. Предположительно всё дело в холодной майской погоде, из-за которой на наместниках была длинная и плотная одежда, и в пологом откосе дворцовой стены.
Мартиниц той же ночью бежал к Фердинанду, а Славате пришлось остаться в Праге ради лечения. Его заставили отказаться от всех должностей и отправили под домашний арест. В 1619 году он добился разрешение на поездку в Теплиц (на воды) и оттуда бежал в Саксонию, а потом уехал в Пассау, где жил до 1622 года под властью князя-епископа Леопольда V Фердинанда Габсбургского. Тем временем Фердинанд восстановил свою власть над Чехией (1620). Славата снова занял все свои должности, получил в качестве награды и компенсации новые владения и титул имперского графа (1621), в 1622 году возглавил комиссию, которая расследовала связанные с восстанием дела в Моравии. Он принял активное участие в проведении государственной реформы в Чехии, в результате которой королевство превратилось в наследственное владение Габсбургов, и со всей энергией занимался окатоличиванием своих земель. В 1628 году Славата занял пост высочайшего канцлера Чешского королевства. Он принадлежал к числу противников Альбрехта фон Валленштейна, после его убийства в 1634 году возглавлял следственную комиссию. При императоре Фердинанде III (взошёл на престол в 1637 году) влияние Славаты заметно уменьшилось, но он всё же занимал пост канцлера до самой смерти в 1652 году. В 1643 году он стал кавалером ордена Золотого руна.

## Семья
Славата был женат с 1602 года на Луции Отилии из Градца (1587—1633), дочери Адама II из Градца и Катарины Монфорт. Поскольку супруги были троюродными братом и сестрой, пришлось добиваться специального разрешения римского папы. В этом браке родились:
- Адам Павел (умер в 1657)[1];
- Яхим Ольдржих (1605—1645)[1];
- Франтишек Вит (1608—1645).

## Литературные занятия
Находясь под домашним арестом, Славата начал писать «Историю» — многотомный труд, рассказывающий об истории Чехии и о современной автору ситуации в этой стране. «История» написана с точки зрения ультракатолика, но всё же является важным источником данных об истоках Тридцатилетней войны.